# Stollbergs gruva

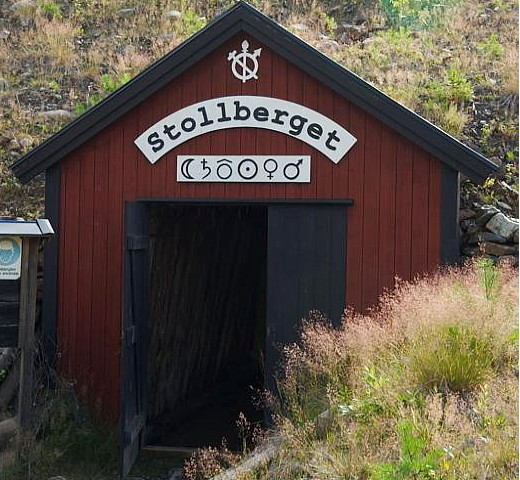
Ingång till gruvans stollgångar.

Stollbergs gruvområde eller Stollberget (ursprungligt namn Väster Silvberg) ligger väster om sjön Staren, cirka 9 kilometer nordväst om Smedjebacken, i Norrbärke socken, i södra Dalarna. Stollbergs gruva eller Västra Silvberg, som den också kallas, hörde till Sveriges rikaste malmfält och var troligen landets äldsta silvergruva med brytning redan på 1100-talet. År 1552 inleddes utvinning av silver i den stora Biskopsgruvan. På 1700-talets mitt slutade silverbrytningen och man övergick till utvinning av bland annat järn, bly, zink och mangan. Under andra världskriget hörde Stollbergsgruvan till de så kallade tyskgruvorna. Siste ägaren var AB Statsgruvor.
Så småningom omfattade gruvområdet en längd av 10 kilometer med en central del av fem kilometer. Stollbergsfältet lades ner den 28 februari 1982 och är idag en del av Ekomuseum Bergslagen. Området, som numera är ett fornminne ligger mitt i odlingslandskapet och sträcker sig från Schisshyttan i norr till Silvhyttan i syd. I närheten går numera Schisshyttans vandringsled som även den är en del av Ekomuseum Bergslagen.

## Tidig historik

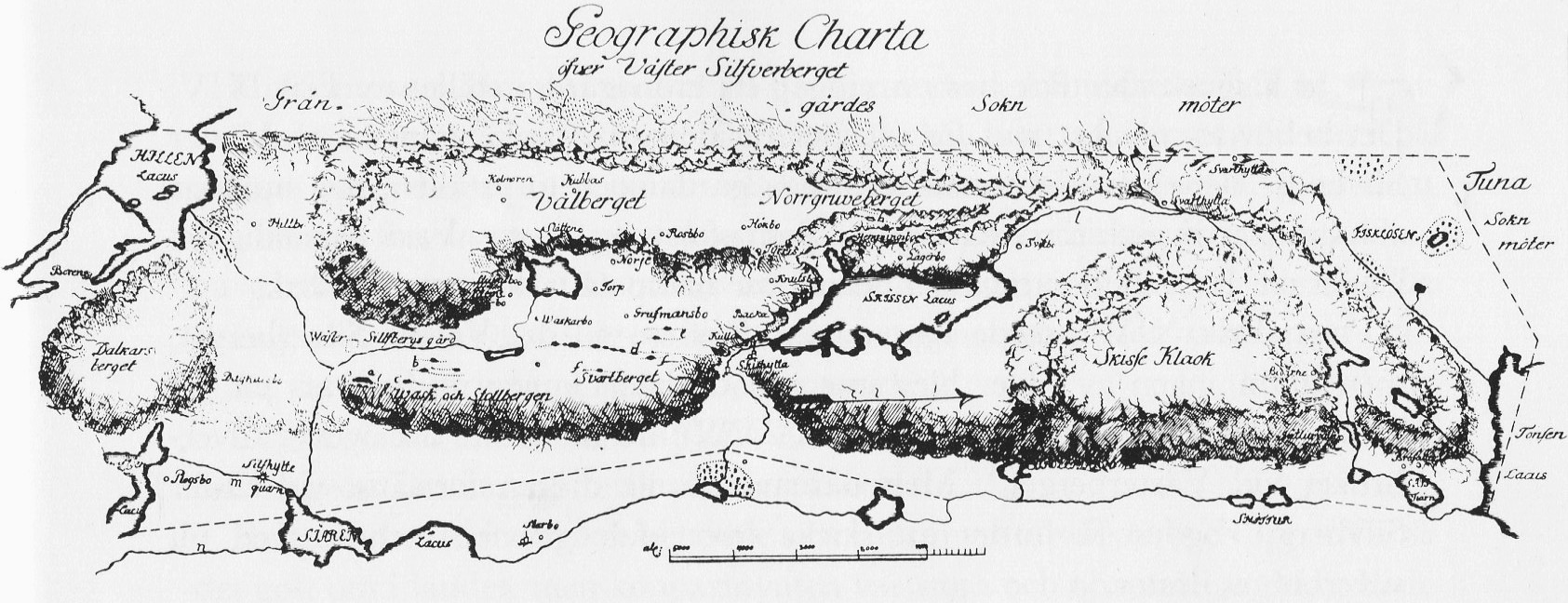
Karta från 1750-talet, då Stollbergsfältet ännu kallas "Väster Silfverberget". Norr är till höger.

Silvergruvan är mycket gammal, troligen från 1100-talet och omnämns 1354 i kung Magnus Erikssons privilegiebrev för bergsmännen i Norberg. På 1500-talet lät Gustav Vasa anlägga en kungsgård. Kronans utvinning av silver började år 1552 och slutade år 1620, då adelsmän arrenderade gruvdriften. Trots att järnhanteringen var den mest betydande, premierades silverbrytningen beträffande tillgång på skog och arbetskraft. Under Jacob de la Gardie på 1630-talet tvingades ryska krigsfångar att arbeta i gruvan under eländiga förhållanden. Ryssgryvan har sitt namn efter denna tid. Under 1730-talet anlades flera nya stollgångar med hjälp av tillmakning av tyska gruvarbetare. Begreppet ”stoll” (efter tyska ”Stollen”: horisontell gruvgång) gav området sitt namn. 
På 1730-talet lät brukspatron Adolf Adolfsson Christiernin bygga en stånggång som drev ett pumpverk för avvattning av den efter honom kallade Christiernins schakt. Mellan 1712 och 1755 producerades 954 kilogram silver vid Väster Silvberg, därefter upphörde silverbrytningen och järnmalm togs fram istället. Christiernins affärer gick dock dåligt. Enligt honom uppgick inkomsterna till bara 4 procent av utgifterna. Han gjorde konkurs och slutade sina dagar på sinnessjukhus. På platsen för dagens Silvhyttan fanns ett silververk och senare ett anrikningsverk. Byn har gammalt ursprung men byggdes ut först på 1950-talet för gruvarbetare.

## Utländska intressen
I slutet av 1800-talet var gruvan i utländska händer och man inledde brytning av bly- och zinkmalm och efter 1918 även limonitmalm i regi av tyskägda AB Stollbergs gruvor. Från år 1929 låg driften nere men återupptogs 1939 under tysk ägarskap, då det så kallade Limonitschaktet i fältets södra del anlades. På 180 meters nivån hittades en rik blymalmförekomst och gruvan fick en ny storhetstid. Vid Gårdmyren uppfördes och driftsattes 1944-1945 ett nytt anrikningsverk. Under andra världskriget hörde Stollberget till de så kallade tyskgruvorna (tyskägda gruvor i Sverige) och malmen gick till tysk krigsindustri.  Stollbergs gruvas direktör var den tyskfödde bergsingenjören Hermann Hennemann.

## Historiska bilder

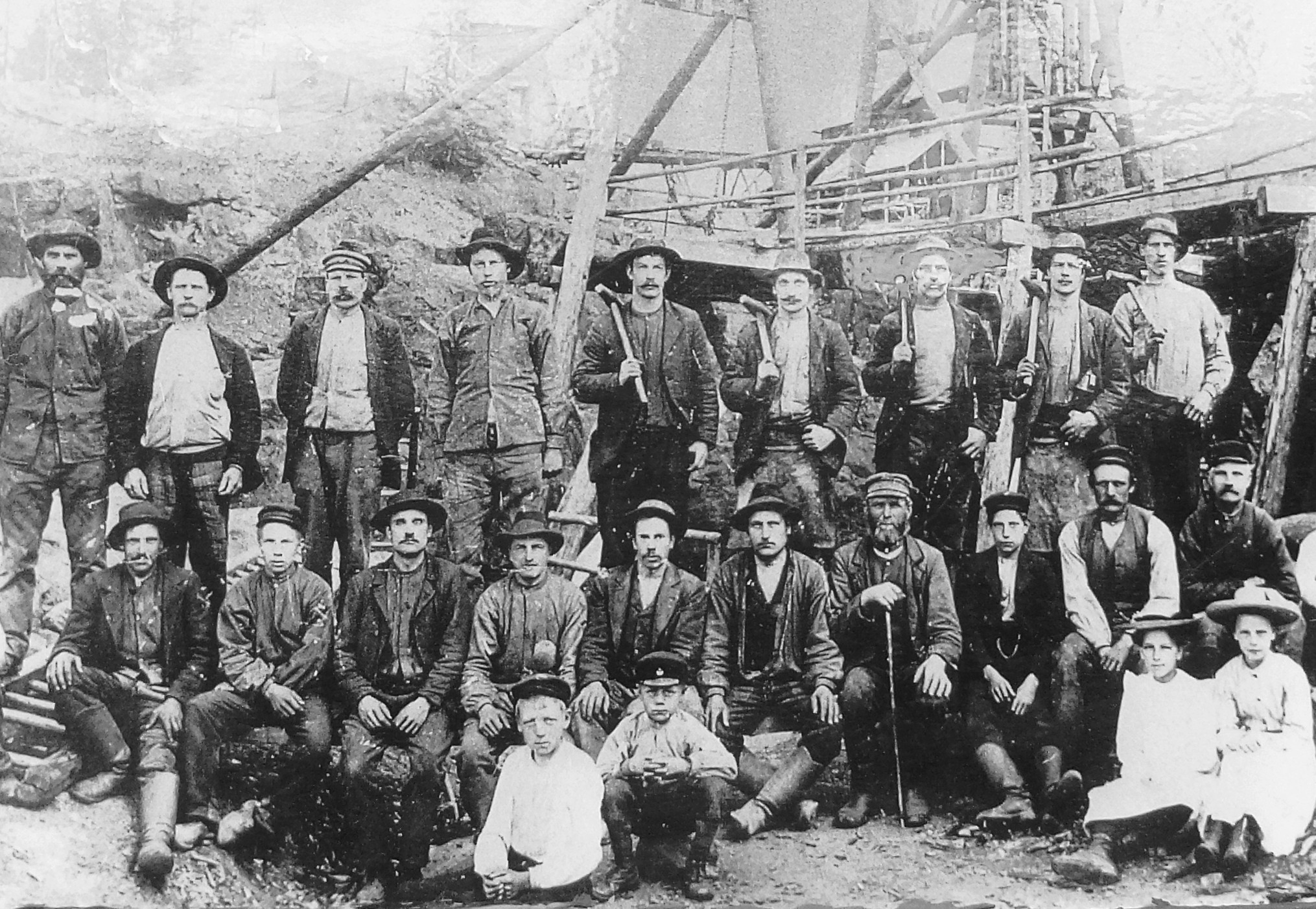
Stollbergs gruvas arbetare 1903.
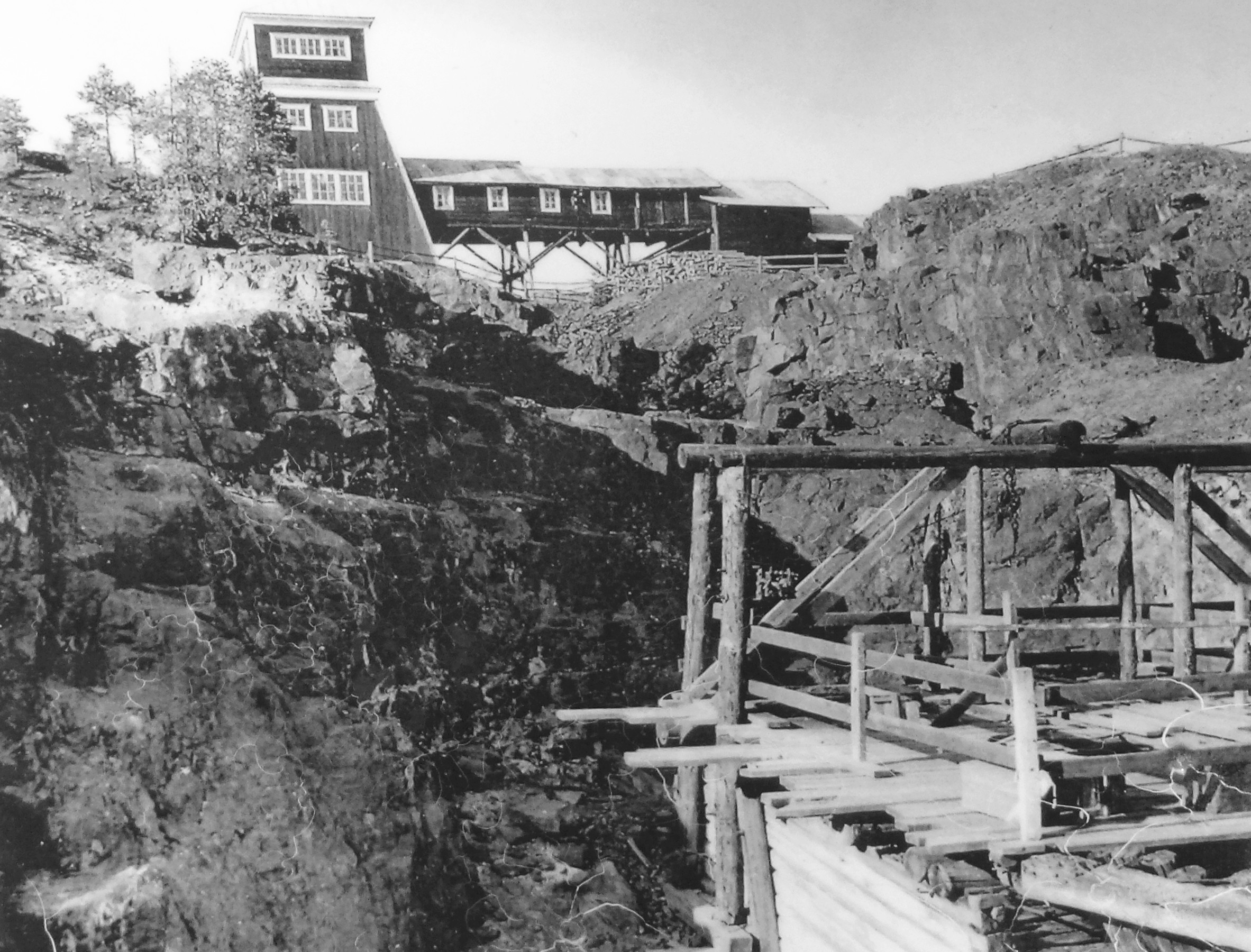
Mårtens schakt på 1930-talet.
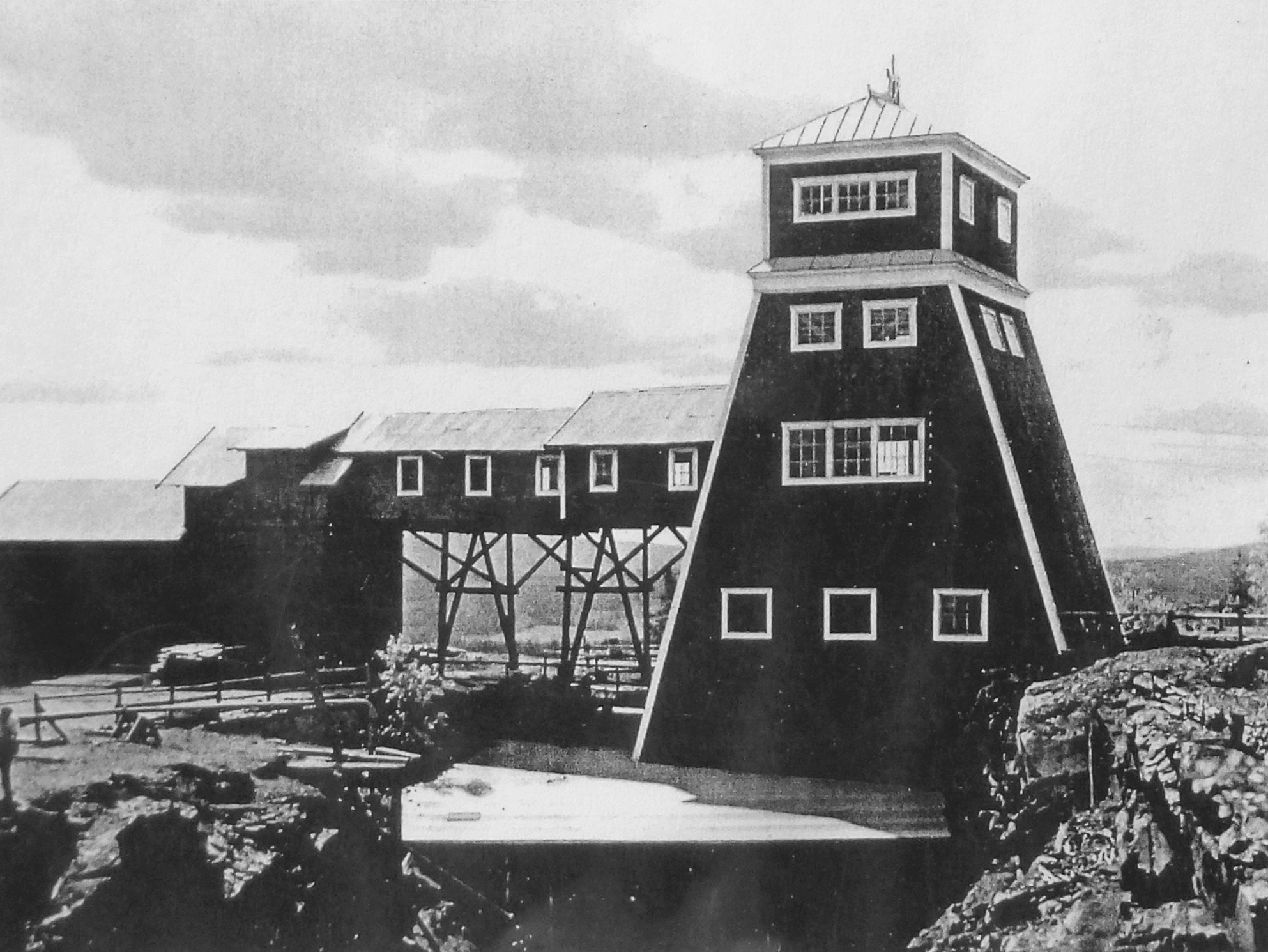
Laven sedd från norr, 1930-tal.
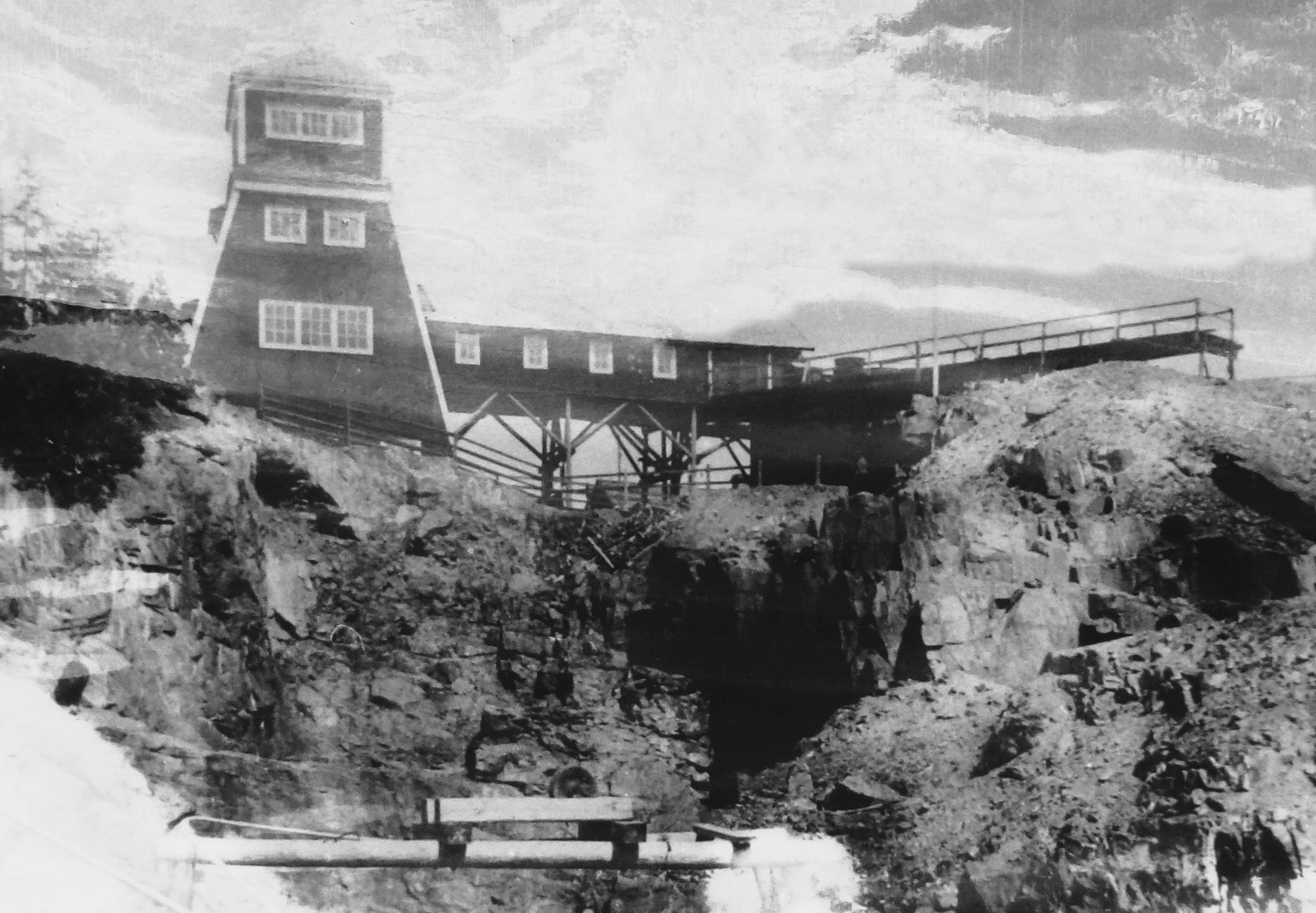
Laven sedd från syd.

## Nyare historik och gruvans stängning

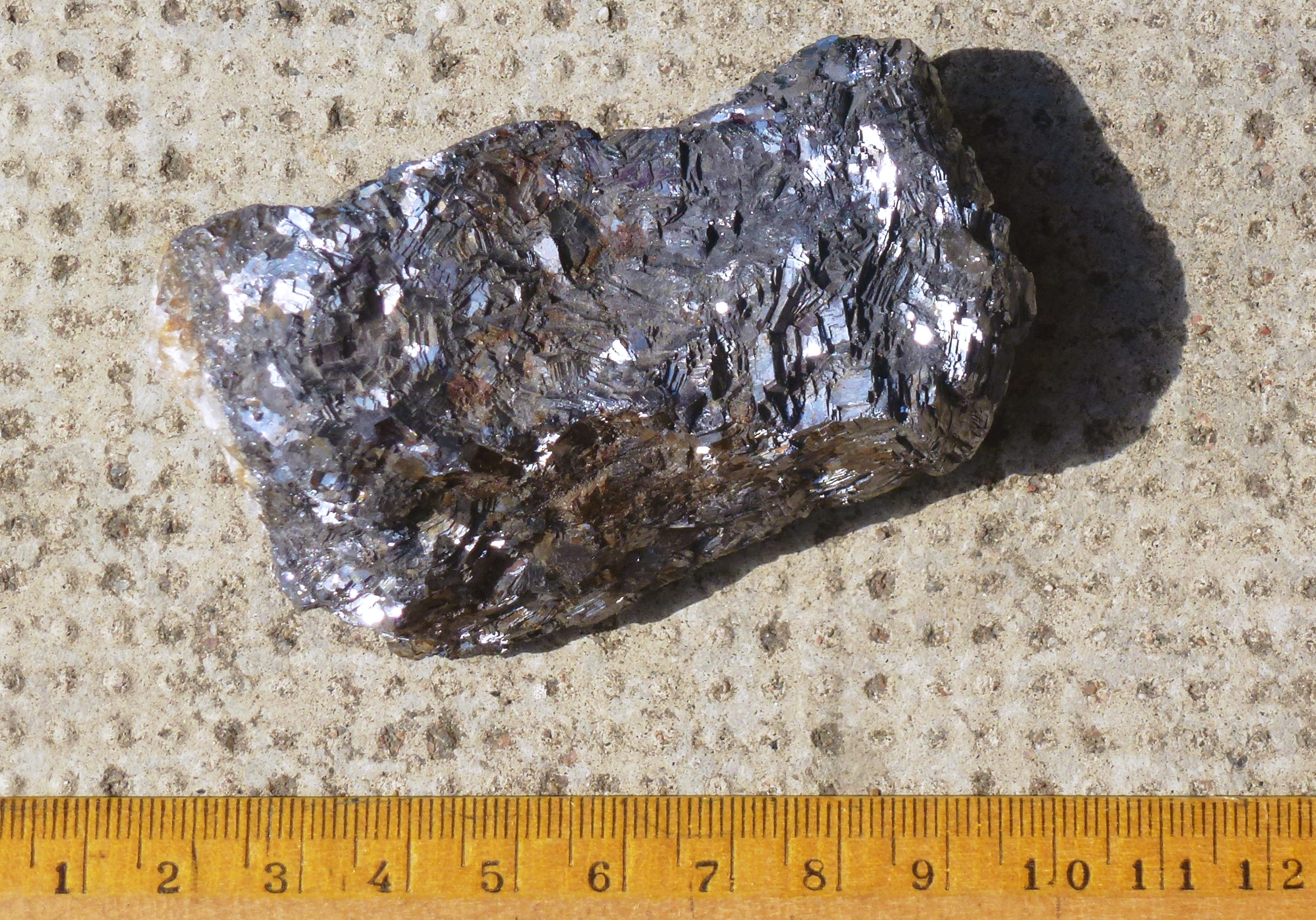
Blyglans från Stollbergs gruva.

På 1950- till 1970-talen utfördes om och tillbyggnader av gruvbebyggelsen i Silvberg. Den siste ägaren var AB Statsgruvor, som 1950 övertog Stollbergsgruvan från statliga Flyktkapitalbyrån. År 1982 stängdes gruvan och en del föremål som lok, räls och vagnar donerades till  Ludvika  gruvmuseum. 1992 sprängdes den sista gruvlaven, som var uppförd 1954
Kvar finns bland annat ett imponernade dagbrott, ett stort antal gruvhål, maskinhus, gruvstuga, ruiner efter gruvbebyggelse och en hyttruin med en silverslagghög samt en restaurerad ladugård i slaggsten från 1850-talet. Laven revs på 1960-talet men i dess ställe finns idag ett utsiktstorn, som är formgiven som en lave. 
I den stora varpen kan man finna bland annat blyglans, kopparkis, azurit, malakit, aktinolit, goethit, limonit, psilomelan och flera vanligare såväl som ovanligare skarnmineral. Varpen är omfattande och nya mineralfyndigheter görs ännu. Området är fritt tiltgängligt för allmänheten. Även stollgångarna kan beses, men enbart med guide. 
Söder om området står den så kallade Stolltallen, även kallad ”Tandvärkstallen” som har ett 2,35 meters omkrets i brösthöjd och kunde enligt gammal folktro bota tandvärk. Föreningen Väster Silfbergs Vänner stiftades den 14 februari 1990 och har till ändamål att värna om miljö och kultur inom Väster Silfberg (nuvarande Stollbergs gruvfält) med omnejd.

## Nutida bilder

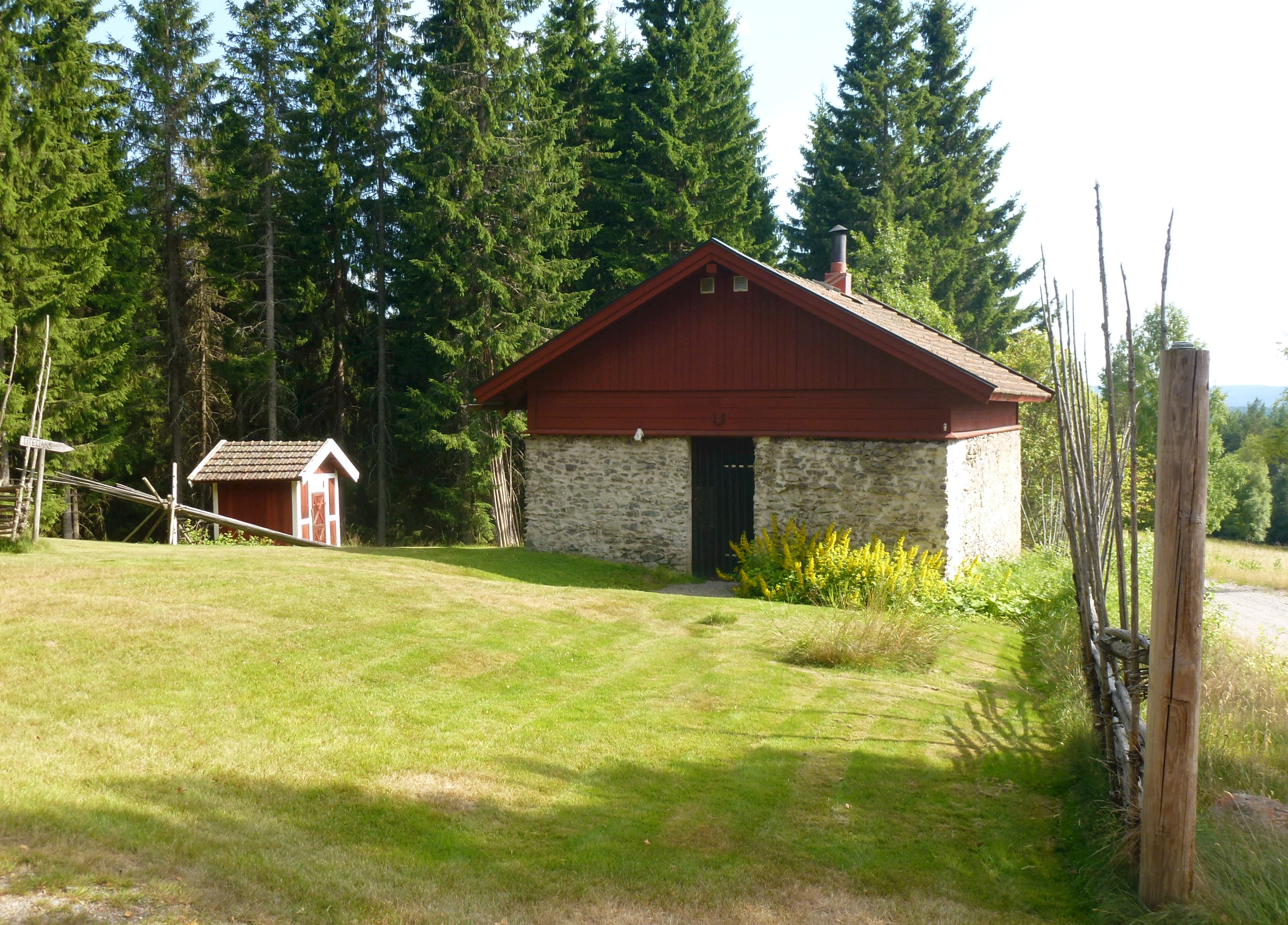
Slaggstensladan från 1850-talet
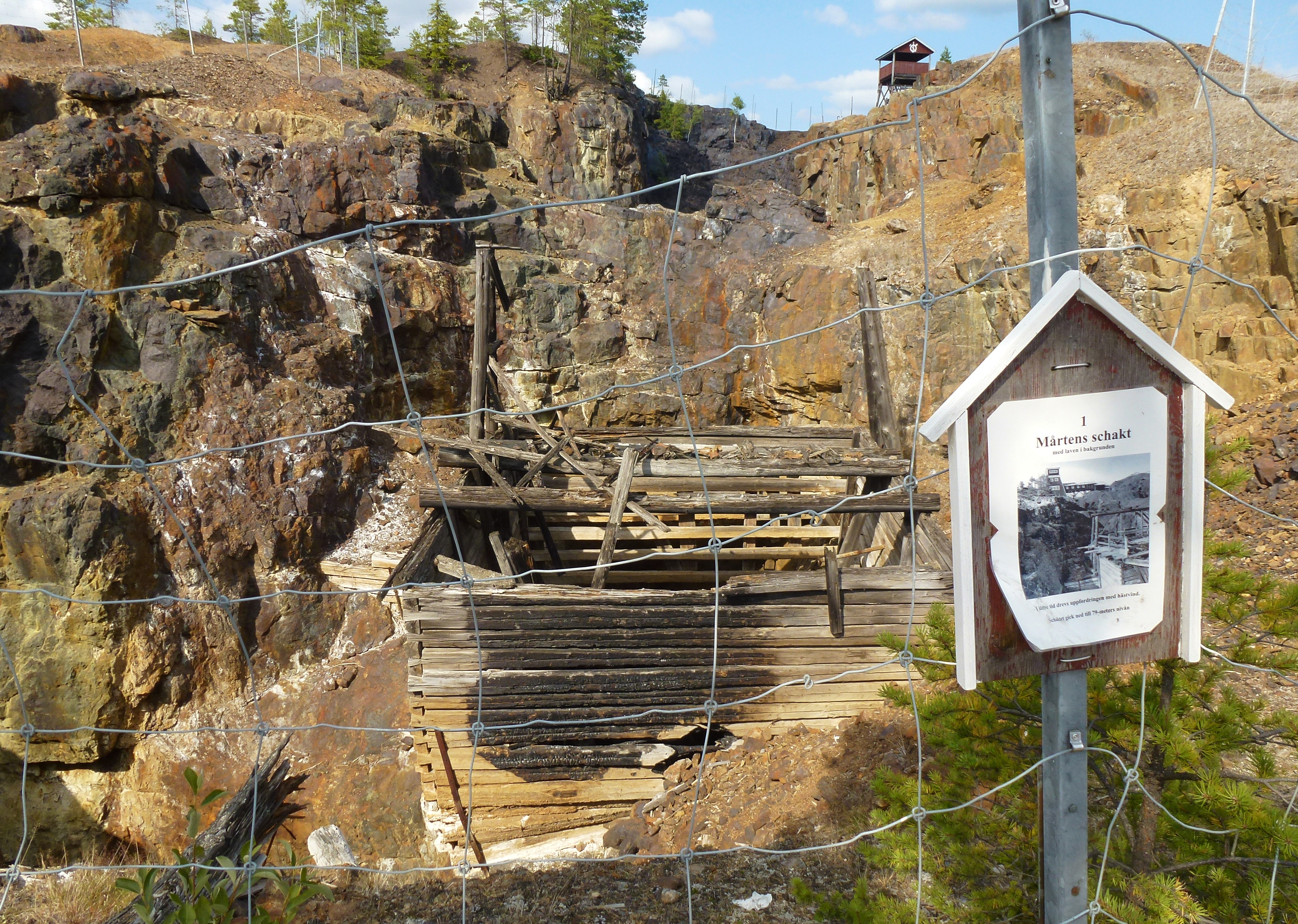
Mårtens schakt och utsiktstornet
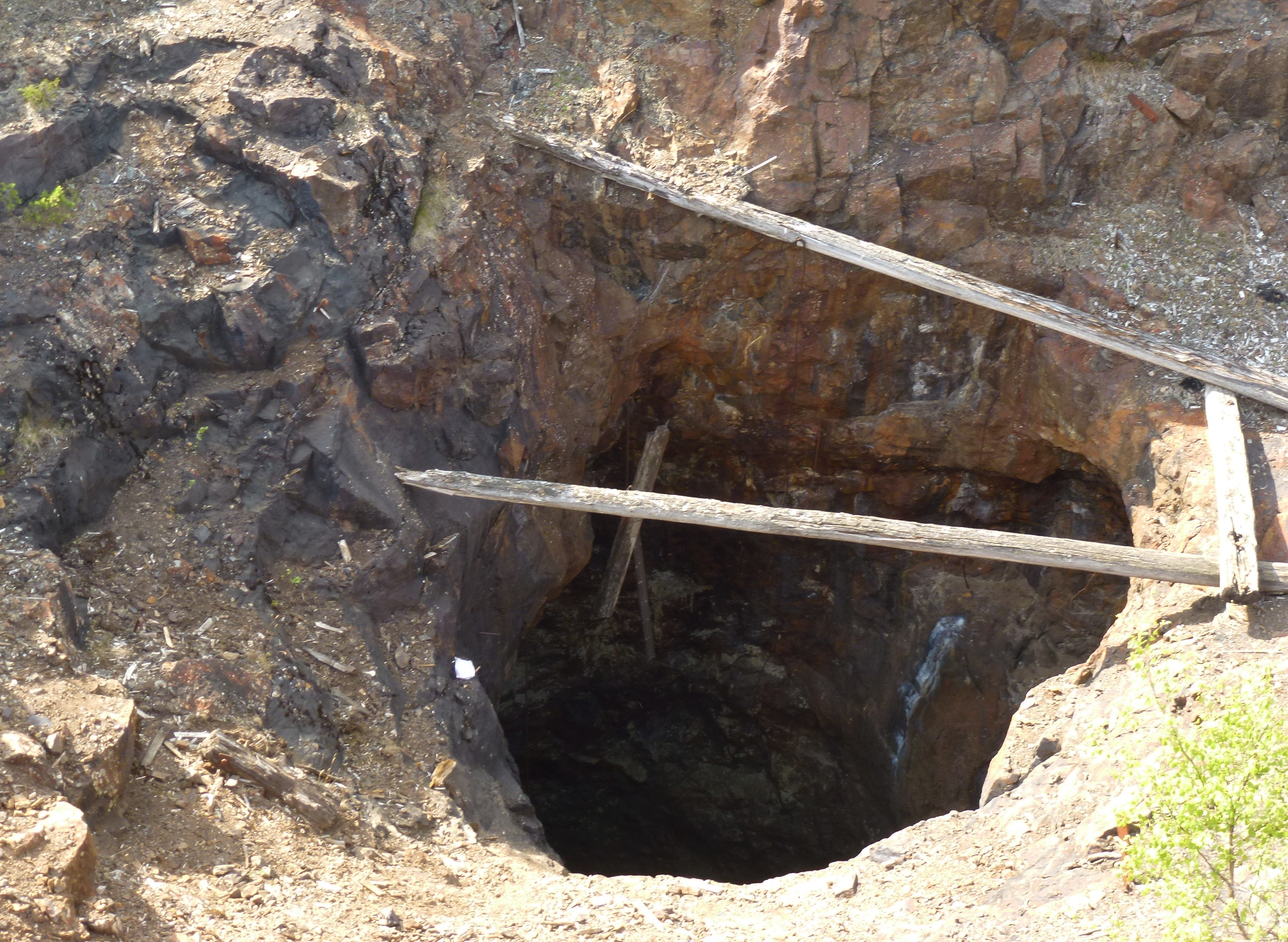
Ett av Biskopsgruvans gruvhål
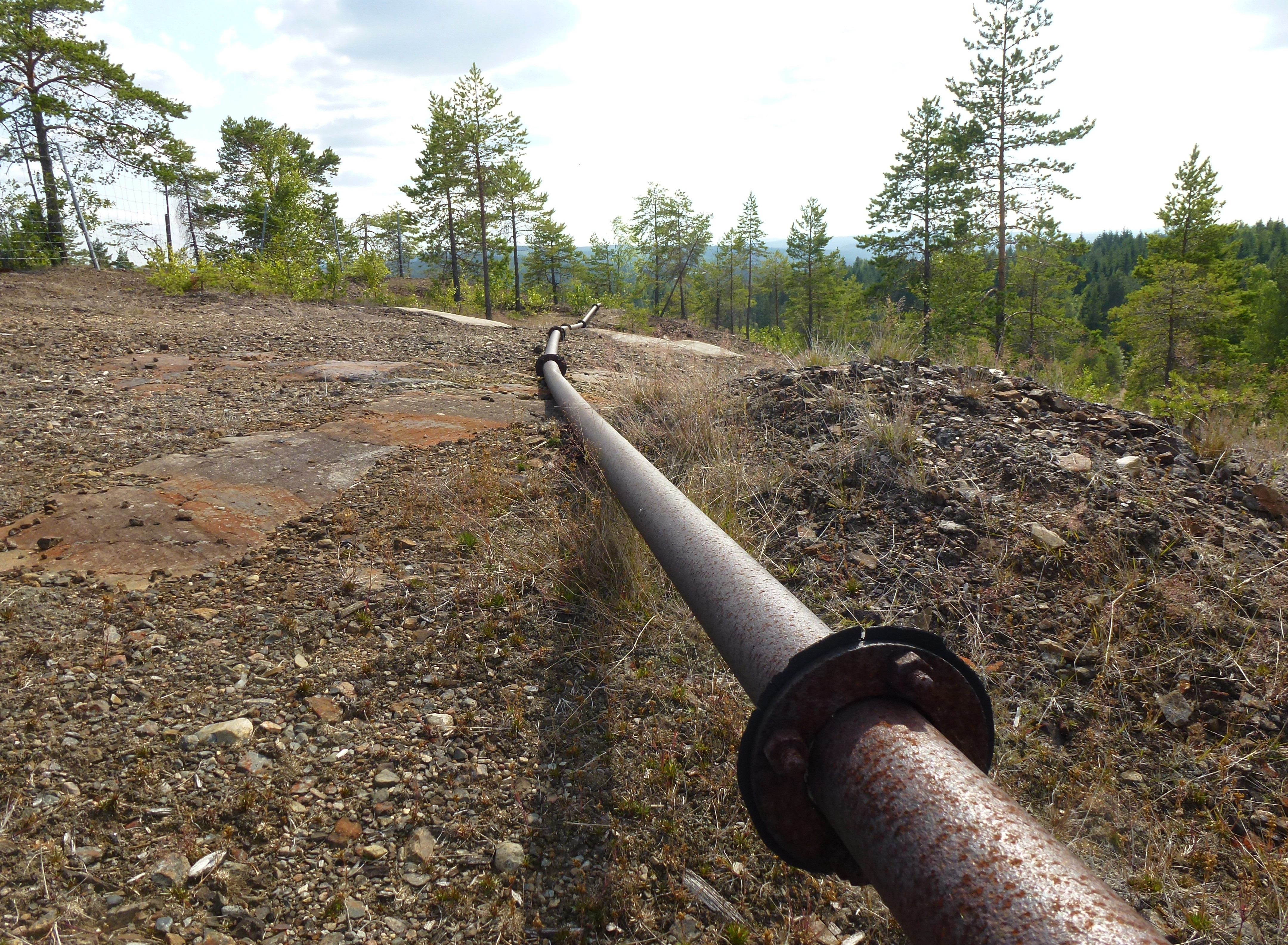
Rörledning bakom Biskopsgruvan

## Schakt och gruvor

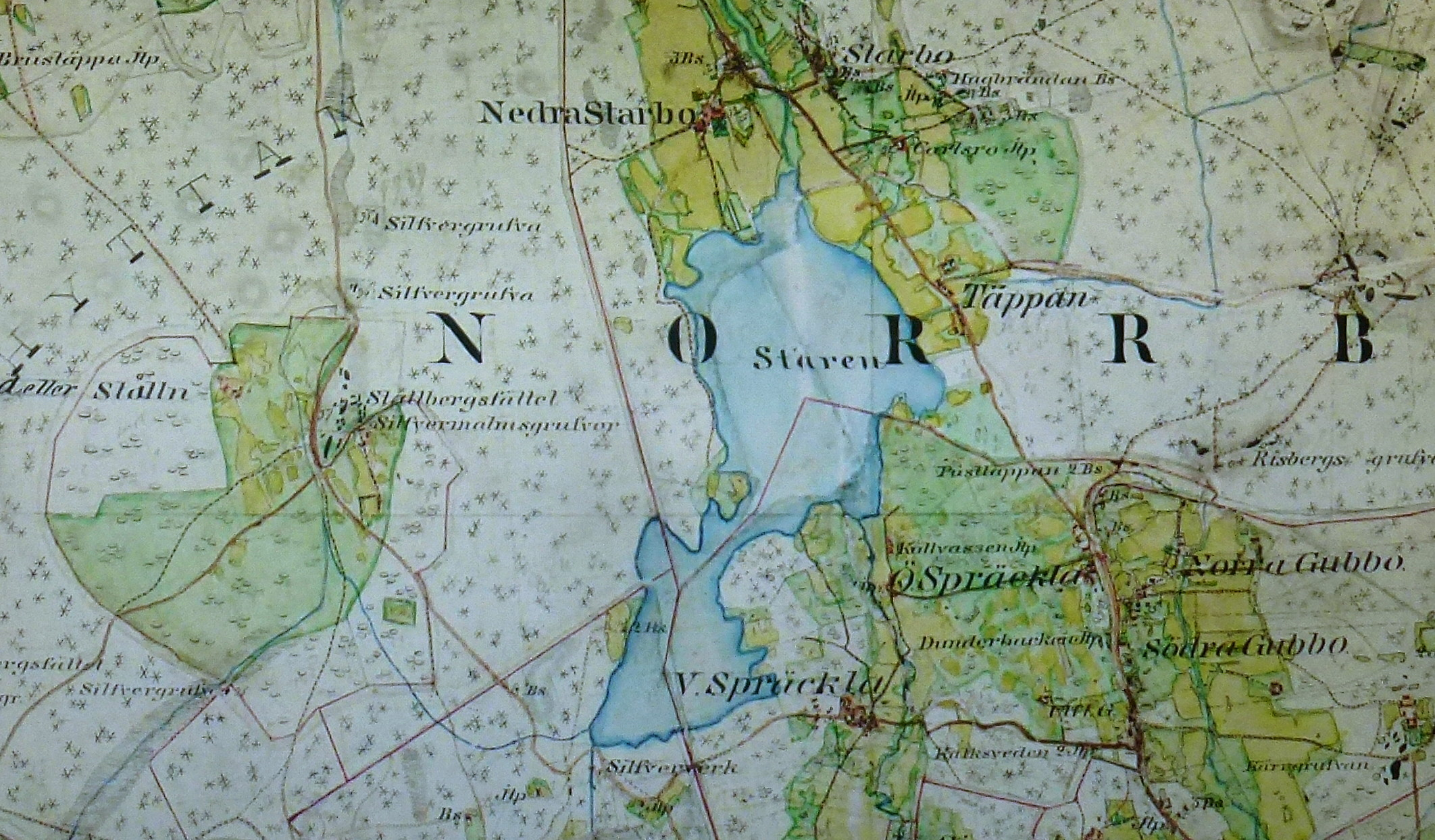
Området på häradskartan från 1867.

Bland större schakt- och gruvanläggningar märks:
- Biskopsgruvan (eller Stollberget), som är en av områdets äldsta gruvor och anlades år 1552.
- Christiernins schakt (eller Garpenberg), som anlades under 1730-talet av brukspatron Adolf Adolfsson Christiernin.
- Mårtens schakt, som gick ner till 79-meters nivån, och där i äldre tider uppfordringen drevs med hästvind.
- Smedjegruvan (eller Stollgruvan) som var i drift mellan 1900 och 1930,
- Gårdsmyregruvan, som började anläggas 1938
- Limonitschaktet, som på 1940-talets början drevs ner  till 180 metersnivån och gav rik blymalmfyndighet.